# Họ Gấu mèo
Họ Gấu mèo (danh pháp khoa học: Procyonidae) là một họ Tân Thế giới thuộc Bộ Ăn thịt. Họ này bao gồm gấu mèo, coati, kinkajou, gấu đuôi bờm, mèo gấu, mèo đuôi vòng và cacomistle. Các loài thuộc họ này sống trong một loạt các môi trường khác nhau và thông thường là động vật ăn tạp.

## Phân loại
Đã có sự không chắc chắn đáng kể trong lịch sử về việc phân loại chính xác cho một số thành viên của họ này. Gấu trúc đỏ trước đây được xếp vào họ này, nhưng hiện nay nó được phân loại vào trong họ riêng của chính nó, họ Ailuridae, dựa trên các nghiên cứu sinh học phân tử. Tình trạng của các loài gấu đuôi bờm khác nhau đã bị tranh cãi: một số người xem tất cả chúng là phân loài của Bassaricyon gabbii trước khi dữ liệu trình tự ADN kiểm chứng điều này là sai.
Sơ đồ phân loại truyền thống được hiển thị bên dưới là sơ đồ trước sự phát triển vượt bậc gần đây của con người về sự hiểu biết mặt phát sinh chủng loài của các loài trong họ Gấu mèo dựa trên phân tích trình tự di truyền. Nhóm phân loại lỗi thời này gộp loài kinkajou và mèo đuôi bờm lại với nhau trên cơ sở tương đồng về mặt hình thái mà ngày nay được biết đến là một ví dụ cho sự tiến hóa song song. Tương tự, các loài coati được phân loại là có họ hàng gần gũi với gấu mèo, nhưng trong thực tế chúng gần gũi nhất với loài mèo đuôi bờm. Hình dưới bên phải là một bản sao cho thấy kết quả của các nghiên cứu phân tử gần đây. Chi Nasuella không được bao gồm trong các nghiên cứu này, nhưng trong một nghiên cứu riêng đã được tìm thấy có liên quan đến Chi Nasua.
- HỌ PROCYONIDAE
  - Phân họ Procyoninae (9 loài trong 4 chi)
    - Tông Procyonini
      - Phân tông Procyonina
        - Gấu mèo, Procyon
          - Gấu mèo ăn cua, Procyon cancrivorus
          - Gấu mèo Cozumel, Procyon pygmaeus
          - Gấu mèo thông thường, Procyon lotor

      - Phân tông Nasuina
        - Nasua
          - Coati đuôi vòng, Nasua nasua
          - Coati mũi trắng, Nasua narica

        - Nasuella
          - Coati núi phương Tây, Nasuella olivacea
          - Coati núi phương Đông, Nasuella meridensis

    - Tông Bassariscini
      - Bassariscus
        - Mèo đuôi vòng, Bassariscus astutus
        - Cacomistle, Bassariscus sumichrasti

  - Phân họ Potosinae (5 loài trong 2 chi)
    - Potos
      - Kinkajou, Potos flavus

    - Bassaricyon
      - Gấu đuôi bờm phương Bắc, Bassaricyon gabbii
      - Gấu đuôi bờm đất thấp phương Đông, Bassaricyon alleni
      - Gấu đuôi bờm đất thấp phương Tây, Bassaricyon medius
      - Mèo gấu, Bassaricyon neblina

### Phát sinh chủng loài
Một số nghiên cứu phân tử gần đây đã giải quyết các mối quan hệ phát sinh chủng loài giữa các loài trong Họ Gấu mèo, như được minh họa trong biểu đồ dưới đây.

|  | Procyon cancrivorus (gấu mèo ăn cua) |
|  |                                      |
|  | Procyon lotor (gấu mèo thông thường) |
|  |                                      |

|  | Bassariscus sumichrasti (cacomistle) |
|  |                                      |
|  | Bassariscus astutus (mèo đuôi vòng)  |
|  |                                      |

|  | Procyon cancrivorus (gấu mèo ăn cua) |
|  |                                      |
|  | Procyon lotor (gấu mèo thông thường) |
|  |                                      |

|  | Bassariscus sumichrasti (cacomistle) |
|  |                                      |
|  | Bassariscus astutus (mèo đuôi vòng)  |
|  |                                      |

|  | \| \| Bassaricyon medius (gấu đuôi bờm đất thấp phương Tây) \| \| \| \| \| \| Bassaricyon alleni (gấu đuôi bờm đất thấp phương Đông) \| \| \| \| |
|  | |
|  | Bassaricyon gabbii (gấu đuôi bờm phương Bắc) |
|  | |
|  | Bassaricyon medius (gấu đuôi bờm đất thấp phương Tây)                                                                                            |
|  | |
|  | Bassaricyon alleni (gấu đuôi bờm đất thấp phương Đông)                                                                                           |
|  | |

|  | Bassaricyon medius (gấu đuôi bờm đất thấp phương Tây)  |
|  |                                                        |
|  | Bassaricyon alleni (gấu đuôi bờm đất thấp phương Đông) |
|  |                                                        |

|  | \| \| Bassaricyon medius (gấu đuôi bờm đất thấp phương Tây) \| \| \| \| \| \| Bassaricyon alleni (gấu đuôi bờm đất thấp phương Đông) \| \| \| \| |
|  | |
|  | Bassaricyon gabbii (gấu đuôi bờm phương Bắc) |
|  | |
|  | Bassaricyon medius (gấu đuôi bờm đất thấp phương Tây)                                                                                            |
|  | |
|  | Bassaricyon alleni (gấu đuôi bờm đất thấp phương Đông)                                                                                           |
|  | |

|  | Bassaricyon medius (gấu đuôi bờm đất thấp phương Tây)  |
|  |                                                        |
|  | Bassaricyon alleni (gấu đuôi bờm đất thấp phương Đông) |
|  |                                                        |

|          | Nasua narica (coati mũi trắng)                                                                                           |
|          | |
| Nasuella | \| \| Nasuella olivacea (coati núi phương Tây) \| \| \| \| \| \| Nasuella meridensis (coati núi phương Đông) \| \| \| \| |
|          | \| \| Nasuella olivacea (coati núi phương Tây) \| \| \| \| \| \| Nasuella meridensis (coati núi phương Đông) \| \| \| \| |
|          | Nasuella olivacea (coati núi phương Tây)                                                                                 |
|          | |
|          | Nasuella meridensis (coati núi phương Đông)                                                                              |
|          | |

|  | Nasuella olivacea (coati núi phương Tây)    |
|  |                                             |
|  | Nasuella meridensis (coati núi phương Đông) |
|  |                                             |

|          | Nasua narica (coati mũi trắng)                                                                                           |
|          | |
| Nasuella | \| \| Nasuella olivacea (coati núi phương Tây) \| \| \| \| \| \| Nasuella meridensis (coati núi phương Đông) \| \| \| \| |
|          | \| \| Nasuella olivacea (coati núi phương Tây) \| \| \| \| \| \| Nasuella meridensis (coati núi phương Đông) \| \| \| \| |
|          | Nasuella olivacea (coati núi phương Tây)                                                                                 |
|          | |
|          | Nasuella meridensis (coati núi phương Đông)                                                                              |
|          | |

|  | Nasuella olivacea (coati núi phương Tây)    |
|  |                                             |
|  | Nasuella meridensis (coati núi phương Đông) |
|  |                                             |

|          | Nasua narica (coati mũi trắng)                                                                                           |
|          | |
| Nasuella | \| \| Nasuella olivacea (coati núi phương Tây) \| \| \| \| \| \| Nasuella meridensis (coati núi phương Đông) \| \| \| \| |
|          | \| \| Nasuella olivacea (coati núi phương Tây) \| \| \| \| \| \| Nasuella meridensis (coati núi phương Đông) \| \| \| \| |
|          | Nasuella olivacea (coati núi phương Tây)                                                                                 |
|          | |
|          | Nasuella meridensis (coati núi phương Đông)                                                                              |
|          | |

|  | Nasuella olivacea (coati núi phương Tây)    |
|  |                                             |
|  | Nasuella meridensis (coati núi phương Đông) |
|  |                                             |

|          | Nasua narica (coati mũi trắng)                                                                                           |
|          | |
| Nasuella | \| \| Nasuella olivacea (coati núi phương Tây) \| \| \| \| \| \| Nasuella meridensis (coati núi phương Đông) \| \| \| \| |
|          | \| \| Nasuella olivacea (coati núi phương Tây) \| \| \| \| \| \| Nasuella meridensis (coati núi phương Đông) \| \| \| \| |
|          | Nasuella olivacea (coati núi phương Tây)                                                                                 |
|          | |
|          | Nasuella meridensis (coati núi phương Đông)                                                                              |
|          | |

|  | Nasuella olivacea (coati núi phương Tây)    |
|  |                                             |
|  | Nasuella meridensis (coati núi phương Đông) |
|  |                                             |

|  | \| \| Bassaricyon medius (gấu đuôi bờm đất thấp phương Tây) \| \| \| \| \| \| Bassaricyon alleni (gấu đuôi bờm đất thấp phương Đông) \| \| \| \| |
|  | |
|  | Bassaricyon gabbii (gấu đuôi bờm phương Bắc) |
|  | |
|  | Bassaricyon medius (gấu đuôi bờm đất thấp phương Tây)                                                                                            |
|  | |
|  | Bassaricyon alleni (gấu đuôi bờm đất thấp phương Đông)                                                                                           |
|  | |

|  | Bassaricyon medius (gấu đuôi bờm đất thấp phương Tây)  |
|  |                                                        |
|  | Bassaricyon alleni (gấu đuôi bờm đất thấp phương Đông) |
|  |                                                        |

|  | \| \| Bassaricyon medius (gấu đuôi bờm đất thấp phương Tây) \| \| \| \| \| \| Bassaricyon alleni (gấu đuôi bờm đất thấp phương Đông) \| \| \| \| |
|  | |
|  | Bassaricyon gabbii (gấu đuôi bờm phương Bắc) |
|  | |
|  | Bassaricyon medius (gấu đuôi bờm đất thấp phương Tây)                                                                                            |
|  | |
|  | Bassaricyon alleni (gấu đuôi bờm đất thấp phương Đông)                                                                                           |
|  | |

|  | Bassaricyon medius (gấu đuôi bờm đất thấp phương Tây)  |
|  |                                                        |
|  | Bassaricyon alleni (gấu đuôi bờm đất thấp phương Đông) |
|  |                                                        |

|          | Nasua narica (coati mũi trắng)                                                                                           |
|          | |
| Nasuella | \| \| Nasuella olivacea (coati núi phương Tây) \| \| \| \| \| \| Nasuella meridensis (coati núi phương Đông) \| \| \| \| |
|          | \| \| Nasuella olivacea (coati núi phương Tây) \| \| \| \| \| \| Nasuella meridensis (coati núi phương Đông) \| \| \| \| |
|          | Nasuella olivacea (coati núi phương Tây)                                                                                 |
|          | |
|          | Nasuella meridensis (coati núi phương Đông)                                                                              |
|          | |

|  | Nasuella olivacea (coati núi phương Tây)    |
|  |                                             |
|  | Nasuella meridensis (coati núi phương Đông) |
|  |                                             |

|          | Nasua narica (coati mũi trắng)                                                                                           |
|          | |
| Nasuella | \| \| Nasuella olivacea (coati núi phương Tây) \| \| \| \| \| \| Nasuella meridensis (coati núi phương Đông) \| \| \| \| |
|          | \| \| Nasuella olivacea (coati núi phương Tây) \| \| \| \| \| \| Nasuella meridensis (coati núi phương Đông) \| \| \| \| |
|          | Nasuella olivacea (coati núi phương Tây)                                                                                 |
|          | |
|          | Nasuella meridensis (coati núi phương Đông)                                                                              |
|          | |

|  | Nasuella olivacea (coati núi phương Tây)    |
|  |                                             |
|  | Nasuella meridensis (coati núi phương Đông) |
|  |                                             |

|          | Nasua narica (coati mũi trắng)                                                                                           |
|          | |
| Nasuella | \| \| Nasuella olivacea (coati núi phương Tây) \| \| \| \| \| \| Nasuella meridensis (coati núi phương Đông) \| \| \| \| |
|          | \| \| Nasuella olivacea (coati núi phương Tây) \| \| \| \| \| \| Nasuella meridensis (coati núi phương Đông) \| \| \| \| |
|          | Nasuella olivacea (coati núi phương Tây)                                                                                 |
|          | |
|          | Nasuella meridensis (coati núi phương Đông)                                                                              |
|          | |

|  | Nasuella olivacea (coati núi phương Tây)    |
|  |                                             |
|  | Nasuella meridensis (coati núi phương Đông) |
|  |                                             |

|          | Nasua narica (coati mũi trắng)                                                                                           |
|          | |
| Nasuella | \| \| Nasuella olivacea (coati núi phương Tây) \| \| \| \| \| \| Nasuella meridensis (coati núi phương Đông) \| \| \| \| |
|          | \| \| Nasuella olivacea (coati núi phương Tây) \| \| \| \| \| \| Nasuella meridensis (coati núi phương Đông) \| \| \| \| |
|          | Nasuella olivacea (coati núi phương Tây)                                                                                 |
|          | |
|          | Nasuella meridensis (coati núi phương Đông)                                                                              |
|          | |

|  | Nasuella olivacea (coati núi phương Tây)    |
|  |                                             |
|  | Nasuella meridensis (coati núi phương Đông) |
|  |                                             |

|  | Procyon cancrivorus (gấu mèo ăn cua) |
|  |                                      |
|  | Procyon lotor (gấu mèo thông thường) |
|  |                                      |

|  | Bassariscus sumichrasti (cacomistle) |
|  |                                      |
|  | Bassariscus astutus (mèo đuôi vòng)  |
|  |                                      |

|  | Procyon cancrivorus (gấu mèo ăn cua) |
|  |                                      |
|  | Procyon lotor (gấu mèo thông thường) |
|  |                                      |

|  | Bassariscus sumichrasti (cacomistle) |
|  |                                      |
|  | Bassariscus astutus (mèo đuôi vòng)  |
|  |                                      |

|  | \| \| Bassaricyon medius (gấu đuôi bờm đất thấp phương Tây) \| \| \| \| \| \| Bassaricyon alleni (gấu đuôi bờm đất thấp phương Đông) \| \| \| \| |
|  | |
|  | Bassaricyon gabbii (gấu đuôi bờm phương Bắc) |
|  | |
|  | Bassaricyon medius (gấu đuôi bờm đất thấp phương Tây)                                                                                            |
|  | |
|  | Bassaricyon alleni (gấu đuôi bờm đất thấp phương Đông)                                                                                           |
|  | |

|  | Bassaricyon medius (gấu đuôi bờm đất thấp phương Tây)  |
|  |                                                        |
|  | Bassaricyon alleni (gấu đuôi bờm đất thấp phương Đông) |
|  |                                                        |

|  | \| \| Bassaricyon medius (gấu đuôi bờm đất thấp phương Tây) \| \| \| \| \| \| Bassaricyon alleni (gấu đuôi bờm đất thấp phương Đông) \| \| \| \| |
|  | |
|  | Bassaricyon gabbii (gấu đuôi bờm phương Bắc) |
|  | |
|  | Bassaricyon medius (gấu đuôi bờm đất thấp phương Tây)                                                                                            |
|  | |
|  | Bassaricyon alleni (gấu đuôi bờm đất thấp phương Đông)                                                                                           |
|  | |

|  | Bassaricyon medius (gấu đuôi bờm đất thấp phương Tây)  |
|  |                                                        |
|  | Bassaricyon alleni (gấu đuôi bờm đất thấp phương Đông) |
|  |                                                        |

|          | Nasua narica (coati mũi trắng)                                                                                           |
|          | |
| Nasuella | \| \| Nasuella olivacea (coati núi phương Tây) \| \| \| \| \| \| Nasuella meridensis (coati núi phương Đông) \| \| \| \| |
|          | \| \| Nasuella olivacea (coati núi phương Tây) \| \| \| \| \| \| Nasuella meridensis (coati núi phương Đông) \| \| \| \| |
|          | Nasuella olivacea (coati núi phương Tây)                                                                                 |
|          | |
|          | Nasuella meridensis (coati núi phương Đông)                                                                              |
|          | |

|  | Nasuella olivacea (coati núi phương Tây)    |
|  |                                             |
|  | Nasuella meridensis (coati núi phương Đông) |
|  |                                             |

|          | Nasua narica (coati mũi trắng)                                                                                           |
|          | |
| Nasuella | \| \| Nasuella olivacea (coati núi phương Tây) \| \| \| \| \| \| Nasuella meridensis (coati núi phương Đông) \| \| \| \| |
|          | \| \| Nasuella olivacea (coati núi phương Tây) \| \| \| \| \| \| Nasuella meridensis (coati núi phương Đông) \| \| \| \| |
|          | Nasuella olivacea (coati núi phương Tây)                                                                                 |
|          | |
|          | Nasuella meridensis (coati núi phương Đông)                                                                              |
|          | |

|  | Nasuella olivacea (coati núi phương Tây)    |
|  |                                             |
|  | Nasuella meridensis (coati núi phương Đông) |
|  |                                             |

|          | Nasua narica (coati mũi trắng)                                                                                           |
|          | |
| Nasuella | \| \| Nasuella olivacea (coati núi phương Tây) \| \| \| \| \| \| Nasuella meridensis (coati núi phương Đông) \| \| \| \| |
|          | \| \| Nasuella olivacea (coati núi phương Tây) \| \| \| \| \| \| Nasuella meridensis (coati núi phương Đông) \| \| \| \| |
|          | Nasuella olivacea (coati núi phương Tây)                                                                                 |
|          | |
|          | Nasuella meridensis (coati núi phương Đông)                                                                              |
|          | |

|  | Nasuella olivacea (coati núi phương Tây)    |
|  |                                             |
|  | Nasuella meridensis (coati núi phương Đông) |
|  |                                             |

|          | Nasua narica (coati mũi trắng)                                                                                           |
|          | |
| Nasuella | \| \| Nasuella olivacea (coati núi phương Tây) \| \| \| \| \| \| Nasuella meridensis (coati núi phương Đông) \| \| \| \| |
|          | \| \| Nasuella olivacea (coati núi phương Tây) \| \| \| \| \| \| Nasuella meridensis (coati núi phương Đông) \| \| \| \| |
|          | Nasuella olivacea (coati núi phương Tây)                                                                                 |
|          | |
|          | Nasuella meridensis (coati núi phương Đông)                                                                              |
|          | |

|  | Nasuella olivacea (coati núi phương Tây)    |
|  |                                             |
|  | Nasuella meridensis (coati núi phương Đông) |
|  |                                             |

|  | \| \| Bassaricyon medius (gấu đuôi bờm đất thấp phương Tây) \| \| \| \| \| \| Bassaricyon alleni (gấu đuôi bờm đất thấp phương Đông) \| \| \| \| |
|  | |
|  | Bassaricyon gabbii (gấu đuôi bờm phương Bắc) |
|  | |
|  | Bassaricyon medius (gấu đuôi bờm đất thấp phương Tây)                                                                                            |
|  | |
|  | Bassaricyon alleni (gấu đuôi bờm đất thấp phương Đông)                                                                                           |
|  | |

|  | Bassaricyon medius (gấu đuôi bờm đất thấp phương Tây)  |
|  |                                                        |
|  | Bassaricyon alleni (gấu đuôi bờm đất thấp phương Đông) |
|  |                                                        |

|  | \| \| Bassaricyon medius (gấu đuôi bờm đất thấp phương Tây) \| \| \| \| \| \| Bassaricyon alleni (gấu đuôi bờm đất thấp phương Đông) \| \| \| \| |
|  | |
|  | Bassaricyon gabbii (gấu đuôi bờm phương Bắc) |
|  | |
|  | Bassaricyon medius (gấu đuôi bờm đất thấp phương Tây)                                                                                            |
|  | |
|  | Bassaricyon alleni (gấu đuôi bờm đất thấp phương Đông)                                                                                           |
|  | |

|  | Bassaricyon medius (gấu đuôi bờm đất thấp phương Tây)  |
|  |                                                        |
|  | Bassaricyon alleni (gấu đuôi bờm đất thấp phương Đông) |
|  |                                                        |

|          | Nasua narica (coati mũi trắng)                                                                                           |
|          | |
| Nasuella | \| \| Nasuella olivacea (coati núi phương Tây) \| \| \| \| \| \| Nasuella meridensis (coati núi phương Đông) \| \| \| \| |
|          | \| \| Nasuella olivacea (coati núi phương Tây) \| \| \| \| \| \| Nasuella meridensis (coati núi phương Đông) \| \| \| \| |
|          | Nasuella olivacea (coati núi phương Tây)                                                                                 |
|          | |
|          | Nasuella meridensis (coati núi phương Đông)                                                                              |
|          | |

|  | Nasuella olivacea (coati núi phương Tây)    |
|  |                                             |
|  | Nasuella meridensis (coati núi phương Đông) |
|  |                                             |

|          | Nasua narica (coati mũi trắng)                                                                                           |
|          | |
| Nasuella | \| \| Nasuella olivacea (coati núi phương Tây) \| \| \| \| \| \| Nasuella meridensis (coati núi phương Đông) \| \| \| \| |
|          | \| \| Nasuella olivacea (coati núi phương Tây) \| \| \| \| \| \| Nasuella meridensis (coati núi phương Đông) \| \| \| \| |
|          | Nasuella olivacea (coati núi phương Tây)                                                                                 |
|          | |
|          | Nasuella meridensis (coati núi phương Đông)                                                                              |
|          | |

|  | Nasuella olivacea (coati núi phương Tây)    |
|  |                                             |
|  | Nasuella meridensis (coati núi phương Đông) |
|  |                                             |

|          | Nasua narica (coati mũi trắng)                                                                                           |
|          | |
| Nasuella | \| \| Nasuella olivacea (coati núi phương Tây) \| \| \| \| \| \| Nasuella meridensis (coati núi phương Đông) \| \| \| \| |
|          | \| \| Nasuella olivacea (coati núi phương Tây) \| \| \| \| \| \| Nasuella meridensis (coati núi phương Đông) \| \| \| \| |
|          | Nasuella olivacea (coati núi phương Tây)                                                                                 |
|          | |
|          | Nasuella meridensis (coati núi phương Đông)                                                                              |
|          | |

|  | Nasuella olivacea (coati núi phương Tây)    |
|  |                                             |
|  | Nasuella meridensis (coati núi phương Đông) |
|  |                                             |

|          | Nasua narica (coati mũi trắng)                                                                                           |
|          | |
| Nasuella | \| \| Nasuella olivacea (coati núi phương Tây) \| \| \| \| \| \| Nasuella meridensis (coati núi phương Đông) \| \| \| \| |
|          | \| \| Nasuella olivacea (coati núi phương Tây) \| \| \| \| \| \| Nasuella meridensis (coati núi phương Đông) \| \| \| \| |
|          | Nasuella olivacea (coati núi phương Tây)                                                                                 |
|          | |
|          | Nasuella meridensis (coati núi phương Đông)                                                                              |
|          | |

|  | Nasuella olivacea (coati núi phương Tây)    |
|  |                                             |
|  | Nasuella meridensis (coati núi phương Đông) |
|  |                                             |

|  | Procyon cancrivorus (gấu mèo ăn cua) |
|  |                                      |
|  | Procyon lotor (gấu mèo thông thường) |
|  |                                      |

|  | Bassariscus sumichrasti (cacomistle) |
|  |                                      |
|  | Bassariscus astutus (mèo đuôi vòng)  |
|  |                                      |

|  | Procyon cancrivorus (gấu mèo ăn cua) |
|  |                                      |
|  | Procyon lotor (gấu mèo thông thường) |
|  |                                      |

|  | Bassariscus sumichrasti (cacomistle) |
|  |                                      |
|  | Bassariscus astutus (mèo đuôi vòng)  |
|  |                                      |

|  | \| \| Bassaricyon medius (gấu đuôi bờm đất thấp phương Tây) \| \| \| \| \| \| Bassaricyon alleni (gấu đuôi bờm đất thấp phương Đông) \| \| \| \| |
|  | |
|  | Bassaricyon gabbii (gấu đuôi bờm phương Bắc) |
|  | |
|  | Bassaricyon medius (gấu đuôi bờm đất thấp phương Tây)                                                                                            |
|  | |
|  | Bassaricyon alleni (gấu đuôi bờm đất thấp phương Đông)                                                                                           |
|  | |

|  | Bassaricyon medius (gấu đuôi bờm đất thấp phương Tây)  |
|  |                                                        |
|  | Bassaricyon alleni (gấu đuôi bờm đất thấp phương Đông) |
|  |                                                        |

|  | \| \| Bassaricyon medius (gấu đuôi bờm đất thấp phương Tây) \| \| \| \| \| \| Bassaricyon alleni (gấu đuôi bờm đất thấp phương Đông) \| \| \| \| |
|  | |
|  | Bassaricyon gabbii (gấu đuôi bờm phương Bắc) |
|  | |
|  | Bassaricyon medius (gấu đuôi bờm đất thấp phương Tây)                                                                                            |
|  | |
|  | Bassaricyon alleni (gấu đuôi bờm đất thấp phương Đông)                                                                                           |
|  | |

|  | Bassaricyon medius (gấu đuôi bờm đất thấp phương Tây)  |
|  |                                                        |
|  | Bassaricyon alleni (gấu đuôi bờm đất thấp phương Đông) |
|  |                                                        |

|          | Nasua narica (coati mũi trắng)                                                                                           |
|          | |
| Nasuella | \| \| Nasuella olivacea (coati núi phương Tây) \| \| \| \| \| \| Nasuella meridensis (coati núi phương Đông) \| \| \| \| |
|          | \| \| Nasuella olivacea (coati núi phương Tây) \| \| \| \| \| \| Nasuella meridensis (coati núi phương Đông) \| \| \| \| |
|          | Nasuella olivacea (coati núi phương Tây)                                                                                 |
|          | |
|          | Nasuella meridensis (coati núi phương Đông)                                                                              |
|          | |

|  | Nasuella olivacea (coati núi phương Tây)    |
|  |                                             |
|  | Nasuella meridensis (coati núi phương Đông) |
|  |                                             |

|          | Nasua narica (coati mũi trắng)                                                                                           |
|          | |
| Nasuella | \| \| Nasuella olivacea (coati núi phương Tây) \| \| \| \| \| \| Nasuella meridensis (coati núi phương Đông) \| \| \| \| |
|          | \| \| Nasuella olivacea (coati núi phương Tây) \| \| \| \| \| \| Nasuella meridensis (coati núi phương Đông) \| \| \| \| |
|          | Nasuella olivacea (coati núi phương Tây)                                                                                 |
|          | |
|          | Nasuella meridensis (coati núi phương Đông)                                                                              |
|          | |

|  | Nasuella olivacea (coati núi phương Tây)    |
|  |                                             |
|  | Nasuella meridensis (coati núi phương Đông) |
|  |                                             |

|          | Nasua narica (coati mũi trắng)                                                                                           |
|          | |
| Nasuella | \| \| Nasuella olivacea (coati núi phương Tây) \| \| \| \| \| \| Nasuella meridensis (coati núi phương Đông) \| \| \| \| |
|          | \| \| Nasuella olivacea (coati núi phương Tây) \| \| \| \| \| \| Nasuella meridensis (coati núi phương Đông) \| \| \| \| |
|          | Nasuella olivacea (coati núi phương Tây)                                                                                 |
|          | |
|          | Nasuella meridensis (coati núi phương Đông)                                                                              |
|          | |

|  | Nasuella olivacea (coati núi phương Tây)    |
|  |                                             |
|  | Nasuella meridensis (coati núi phương Đông) |
|  |                                             |

|          | Nasua narica (coati mũi trắng)                                                                                           |
|          | |
| Nasuella | \| \| Nasuella olivacea (coati núi phương Tây) \| \| \| \| \| \| Nasuella meridensis (coati núi phương Đông) \| \| \| \| |
|          | \| \| Nasuella olivacea (coati núi phương Tây) \| \| \| \| \| \| Nasuella meridensis (coati núi phương Đông) \| \| \| \| |
|          | Nasuella olivacea (coati núi phương Tây)                                                                                 |
|          | |
|          | Nasuella meridensis (coati núi phương Đông)                                                                              |
|          | |

|  | Nasuella olivacea (coati núi phương Tây)    |
|  |                                             |
|  | Nasuella meridensis (coati núi phương Đông) |
|  |                                             |

|  | \| \| Bassaricyon medius (gấu đuôi bờm đất thấp phương Tây) \| \| \| \| \| \| Bassaricyon alleni (gấu đuôi bờm đất thấp phương Đông) \| \| \| \| |
|  | |
|  | Bassaricyon gabbii (gấu đuôi bờm phương Bắc) |
|  | |
|  | Bassaricyon medius (gấu đuôi bờm đất thấp phương Tây)                                                                                            |
|  | |
|  | Bassaricyon alleni (gấu đuôi bờm đất thấp phương Đông)                                                                                           |
|  | |

|  | Bassaricyon medius (gấu đuôi bờm đất thấp phương Tây)  |
|  |                                                        |
|  | Bassaricyon alleni (gấu đuôi bờm đất thấp phương Đông) |
|  |                                                        |

|  | \| \| Bassaricyon medius (gấu đuôi bờm đất thấp phương Tây) \| \| \| \| \| \| Bassaricyon alleni (gấu đuôi bờm đất thấp phương Đông) \| \| \| \| |
|  | |
|  | Bassaricyon gabbii (gấu đuôi bờm phương Bắc) |
|  | |
|  | Bassaricyon medius (gấu đuôi bờm đất thấp phương Tây)                                                                                            |
|  | |
|  | Bassaricyon alleni (gấu đuôi bờm đất thấp phương Đông)                                                                                           |
|  | |

|  | Bassaricyon medius (gấu đuôi bờm đất thấp phương Tây)  |
|  |                                                        |
|  | Bassaricyon alleni (gấu đuôi bờm đất thấp phương Đông) |
|  |                                                        |

|          | Nasua narica (coati mũi trắng)                                                                                           |
|          | |
| Nasuella | \| \| Nasuella olivacea (coati núi phương Tây) \| \| \| \| \| \| Nasuella meridensis (coati núi phương Đông) \| \| \| \| |
|          | \| \| Nasuella olivacea (coati núi phương Tây) \| \| \| \| \| \| Nasuella meridensis (coati núi phương Đông) \| \| \| \| |
|          | Nasuella olivacea (coati núi phương Tây)                                                                                 |
|          | |
|          | Nasuella meridensis (coati núi phương Đông)                                                                              |
|          | |

|  | Nasuella olivacea (coati núi phương Tây)    |
|  |                                             |
|  | Nasuella meridensis (coati núi phương Đông) |
|  |                                             |

|          | Nasua narica (coati mũi trắng)                                                                                           |
|          | |
| Nasuella | \| \| Nasuella olivacea (coati núi phương Tây) \| \| \| \| \| \| Nasuella meridensis (coati núi phương Đông) \| \| \| \| |
|          | \| \| Nasuella olivacea (coati núi phương Tây) \| \| \| \| \| \| Nasuella meridensis (coati núi phương Đông) \| \| \| \| |
|          | Nasuella olivacea (coati núi phương Tây)                                                                                 |
|          | |
|          | Nasuella meridensis (coati núi phương Đông)                                                                              |
|          | |

|  | Nasuella olivacea (coati núi phương Tây)    |
|  |                                             |
|  | Nasuella meridensis (coati núi phương Đông) |
|  |                                             |

|          | Nasua narica (coati mũi trắng)                                                                                           |
|          | |
| Nasuella | \| \| Nasuella olivacea (coati núi phương Tây) \| \| \| \| \| \| Nasuella meridensis (coati núi phương Đông) \| \| \| \| |
|          | \| \| Nasuella olivacea (coati núi phương Tây) \| \| \| \| \| \| Nasuella meridensis (coati núi phương Đông) \| \| \| \| |
|          | Nasuella olivacea (coati núi phương Tây)                                                                                 |
|          | |
|          | Nasuella meridensis (coati núi phương Đông)                                                                              |
|          | |

|  | Nasuella olivacea (coati núi phương Tây)    |
|  |                                             |
|  | Nasuella meridensis (coati núi phương Đông) |
|  |                                             |

|          | Nasua narica (coati mũi trắng)                                                                                           |
|          | |
| Nasuella | \| \| Nasuella olivacea (coati núi phương Tây) \| \| \| \| \| \| Nasuella meridensis (coati núi phương Đông) \| \| \| \| |
|          | \| \| Nasuella olivacea (coati núi phương Tây) \| \| \| \| \| \| Nasuella meridensis (coati núi phương Đông) \| \| \| \| |
|          | Nasuella olivacea (coati núi phương Tây)                                                                                 |
|          | |
|          | Nasuella meridensis (coati núi phương Đông)                                                                              |
|          | |

|  | Nasuella olivacea (coati núi phương Tây)    |
|  |                                             |
|  | Nasuella meridensis (coati núi phương Đông) |
|  |                                             |

|  | Procyon cancrivorus (gấu mèo ăn cua) |
|  |                                      |
|  | Procyon lotor (gấu mèo thông thường) |
|  |                                      |

|  | Bassariscus sumichrasti (cacomistle) |
|  |                                      |
|  | Bassariscus astutus (mèo đuôi vòng)  |
|  |                                      |

|  | Procyon cancrivorus (gấu mèo ăn cua) |
|  |                                      |
|  | Procyon lotor (gấu mèo thông thường) |
|  |                                      |

|  | Bassariscus sumichrasti (cacomistle) |
|  |                                      |
|  | Bassariscus astutus (mèo đuôi vòng)  |
|  |                                      |

|  | \| \| Bassaricyon medius (gấu đuôi bờm đất thấp phương Tây) \| \| \| \| \| \| Bassaricyon alleni (gấu đuôi bờm đất thấp phương Đông) \| \| \| \| |
|  | |
|  | Bassaricyon gabbii (gấu đuôi bờm phương Bắc) |
|  | |
|  | Bassaricyon medius (gấu đuôi bờm đất thấp phương Tây)                                                                                            |
|  | |
|  | Bassaricyon alleni (gấu đuôi bờm đất thấp phương Đông)                                                                                           |
|  | |

|  | Bassaricyon medius (gấu đuôi bờm đất thấp phương Tây)  |
|  |                                                        |
|  | Bassaricyon alleni (gấu đuôi bờm đất thấp phương Đông) |
|  |                                                        |

|  | \| \| Bassaricyon medius (gấu đuôi bờm đất thấp phương Tây) \| \| \| \| \| \| Bassaricyon alleni (gấu đuôi bờm đất thấp phương Đông) \| \| \| \| |
|  | |
|  | Bassaricyon gabbii (gấu đuôi bờm phương Bắc) |
|  | |
|  | Bassaricyon medius (gấu đuôi bờm đất thấp phương Tây)                                                                                            |
|  | |
|  | Bassaricyon alleni (gấu đuôi bờm đất thấp phương Đông)                                                                                           |
|  | |

|  | Bassaricyon medius (gấu đuôi bờm đất thấp phương Tây)  |
|  |                                                        |
|  | Bassaricyon alleni (gấu đuôi bờm đất thấp phương Đông) |
|  |                                                        |

|          | Nasua narica (coati mũi trắng)                                                                                           |
|          | |
| Nasuella | \| \| Nasuella olivacea (coati núi phương Tây) \| \| \| \| \| \| Nasuella meridensis (coati núi phương Đông) \| \| \| \| |
|          | \| \| Nasuella olivacea (coati núi phương Tây) \| \| \| \| \| \| Nasuella meridensis (coati núi phương Đông) \| \| \| \| |
|          | Nasuella olivacea (coati núi phương Tây)                                                                                 |
|          | |
|          | Nasuella meridensis (coati núi phương Đông)                                                                              |
|          | |

|  | Nasuella olivacea (coati núi phương Tây)    |
|  |                                             |
|  | Nasuella meridensis (coati núi phương Đông) |
|  |                                             |

|          | Nasua narica (coati mũi trắng)                                                                                           |
|          | |
| Nasuella | \| \| Nasuella olivacea (coati núi phương Tây) \| \| \| \| \| \| Nasuella meridensis (coati núi phương Đông) \| \| \| \| |
|          | \| \| Nasuella olivacea (coati núi phương Tây) \| \| \| \| \| \| Nasuella meridensis (coati núi phương Đông) \| \| \| \| |
|          | Nasuella olivacea (coati núi phương Tây)                                                                                 |
|          | |
|          | Nasuella meridensis (coati núi phương Đông)                                                                              |
|          | |

|  | Nasuella olivacea (coati núi phương Tây)    |
|  |                                             |
|  | Nasuella meridensis (coati núi phương Đông) |
|  |                                             |

|          | Nasua narica (coati mũi trắng)                                                                                           |
|          | |
| Nasuella | \| \| Nasuella olivacea (coati núi phương Tây) \| \| \| \| \| \| Nasuella meridensis (coati núi phương Đông) \| \| \| \| |
|          | \| \| Nasuella olivacea (coati núi phương Tây) \| \| \| \| \| \| Nasuella meridensis (coati núi phương Đông) \| \| \| \| |
|          | Nasuella olivacea (coati núi phương Tây)                                                                                 |
|          | |
|          | Nasuella meridensis (coati núi phương Đông)                                                                              |
|          | |

|  | Nasuella olivacea (coati núi phương Tây)    |
|  |                                             |
|  | Nasuella meridensis (coati núi phương Đông) |
|  |                                             |

|          | Nasua narica (coati mũi trắng)                                                                                           |
|          | |
| Nasuella | \| \| Nasuella olivacea (coati núi phương Tây) \| \| \| \| \| \| Nasuella meridensis (coati núi phương Đông) \| \| \| \| |
|          | \| \| Nasuella olivacea (coati núi phương Tây) \| \| \| \| \| \| Nasuella meridensis (coati núi phương Đông) \| \| \| \| |
|          | Nasuella olivacea (coati núi phương Tây)                                                                                 |
|          | |
|          | Nasuella meridensis (coati núi phương Đông)                                                                              |
|          | |

|  | Nasuella olivacea (coati núi phương Tây)    |
|  |                                             |
|  | Nasuella meridensis (coati núi phương Đông) |
|  |                                             |

|  | \| \| Bassaricyon medius (gấu đuôi bờm đất thấp phương Tây) \| \| \| \| \| \| Bassaricyon alleni (gấu đuôi bờm đất thấp phương Đông) \| \| \| \| |
|  | |
|  | Bassaricyon gabbii (gấu đuôi bờm phương Bắc) |
|  | |
|  | Bassaricyon medius (gấu đuôi bờm đất thấp phương Tây)                                                                                            |
|  | |
|  | Bassaricyon alleni (gấu đuôi bờm đất thấp phương Đông)                                                                                           |
|  | |

|  | Bassaricyon medius (gấu đuôi bờm đất thấp phương Tây)  |
|  |                                                        |
|  | Bassaricyon alleni (gấu đuôi bờm đất thấp phương Đông) |
|  |                                                        |

|  | \| \| Bassaricyon medius (gấu đuôi bờm đất thấp phương Tây) \| \| \| \| \| \| Bassaricyon alleni (gấu đuôi bờm đất thấp phương Đông) \| \| \| \| |
|  | |
|  | Bassaricyon gabbii (gấu đuôi bờm phương Bắc) |
|  | |
|  | Bassaricyon medius (gấu đuôi bờm đất thấp phương Tây)                                                                                            |
|  | |
|  | Bassaricyon alleni (gấu đuôi bờm đất thấp phương Đông)                                                                                           |
|  | |

|  | Bassaricyon medius (gấu đuôi bờm đất thấp phương Tây)  |
|  |                                                        |
|  | Bassaricyon alleni (gấu đuôi bờm đất thấp phương Đông) |
|  |                                                        |

|          | Nasua narica (coati mũi trắng)                                                                                           |
|          | |
| Nasuella | \| \| Nasuella olivacea (coati núi phương Tây) \| \| \| \| \| \| Nasuella meridensis (coati núi phương Đông) \| \| \| \| |
|          | \| \| Nasuella olivacea (coati núi phương Tây) \| \| \| \| \| \| Nasuella meridensis (coati núi phương Đông) \| \| \| \| |
|          | Nasuella olivacea (coati núi phương Tây)                                                                                 |
|          | |
|          | Nasuella meridensis (coati núi phương Đông)                                                                              |
|          | |

|  | Nasuella olivacea (coati núi phương Tây)    |
|  |                                             |
|  | Nasuella meridensis (coati núi phương Đông) |
|  |                                             |

|          | Nasua narica (coati mũi trắng)                                                                                           |
|          | |
| Nasuella | \| \| Nasuella olivacea (coati núi phương Tây) \| \| \| \| \| \| Nasuella meridensis (coati núi phương Đông) \| \| \| \| |
|          | \| \| Nasuella olivacea (coati núi phương Tây) \| \| \| \| \| \| Nasuella meridensis (coati núi phương Đông) \| \| \| \| |
|          | Nasuella olivacea (coati núi phương Tây)                                                                                 |
|          | |
|          | Nasuella meridensis (coati núi phương Đông)                                                                              |
|          | |

|  | Nasuella olivacea (coati núi phương Tây)    |
|  |                                             |
|  | Nasuella meridensis (coati núi phương Đông) |
|  |                                             |

|          | Nasua narica (coati mũi trắng)                                                                                           |
|          | |
| Nasuella | \| \| Nasuella olivacea (coati núi phương Tây) \| \| \| \| \| \| Nasuella meridensis (coati núi phương Đông) \| \| \| \| |
|          | \| \| Nasuella olivacea (coati núi phương Tây) \| \| \| \| \| \| Nasuella meridensis (coati núi phương Đông) \| \| \| \| |
|          | Nasuella olivacea (coati núi phương Tây)                                                                                 |
|          | |
|          | Nasuella meridensis (coati núi phương Đông)                                                                              |
|          | |

|  | Nasuella olivacea (coati núi phương Tây)    |
|  |                                             |
|  | Nasuella meridensis (coati núi phương Đông) |
|  |                                             |

|          | Nasua narica (coati mũi trắng)                                                                                           |
|          | |
| Nasuella | \| \| Nasuella olivacea (coati núi phương Tây) \| \| \| \| \| \| Nasuella meridensis (coati núi phương Đông) \| \| \| \| |
|          | \| \| Nasuella olivacea (coati núi phương Tây) \| \| \| \| \| \| Nasuella meridensis (coati núi phương Đông) \| \| \| \| |
|          | Nasuella olivacea (coati núi phương Tây)                                                                                 |
|          | |
|          | Nasuella meridensis (coati núi phương Đông)                                                                              |
|          | |

|  | Nasuella olivacea (coati núi phương Tây)    |
|  |                                             |
|  | Nasuella meridensis (coati núi phương Đông) |
|  |                                             |

## Hình ảnh

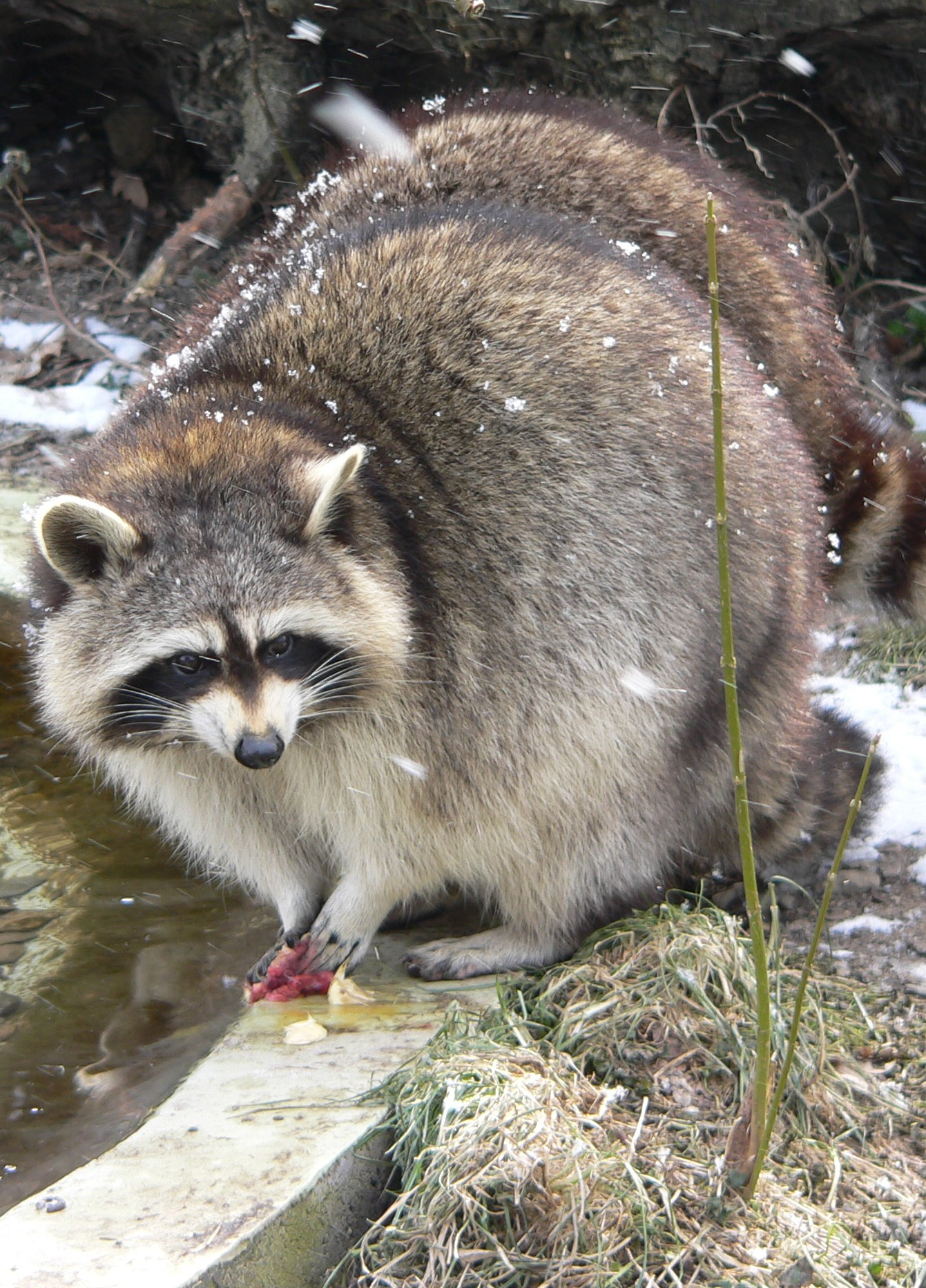
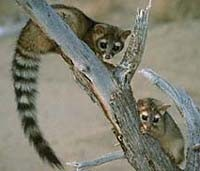
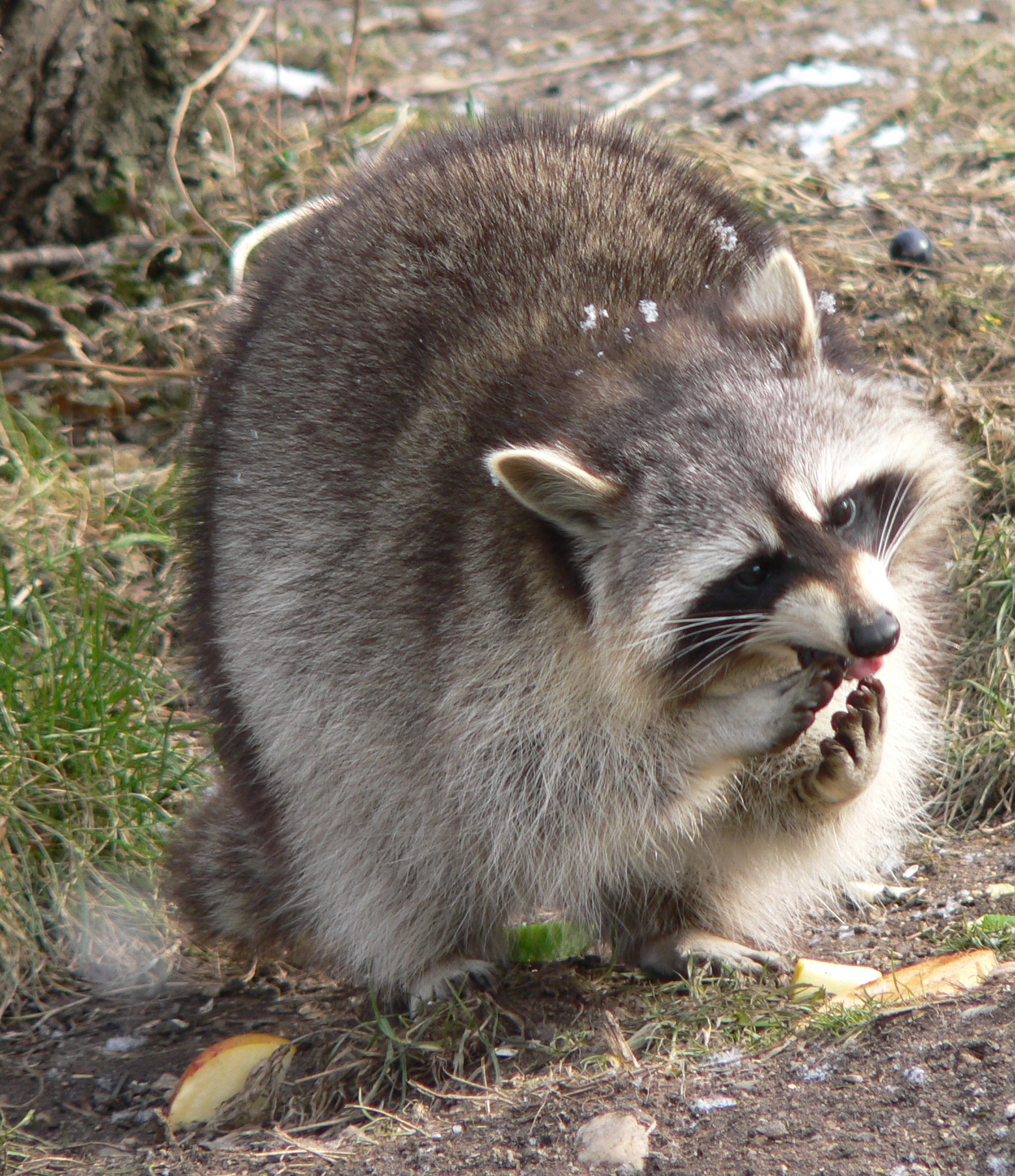
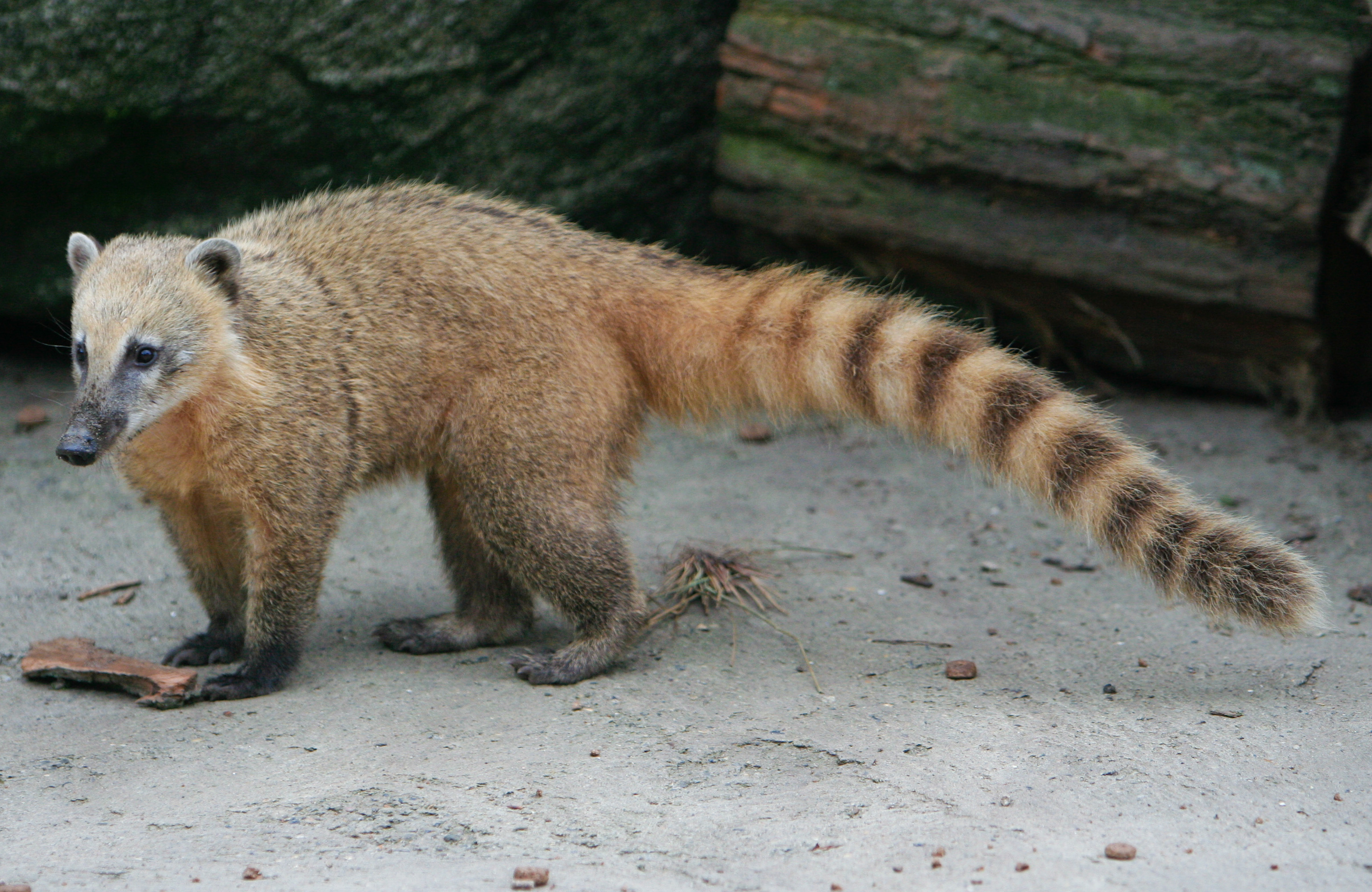
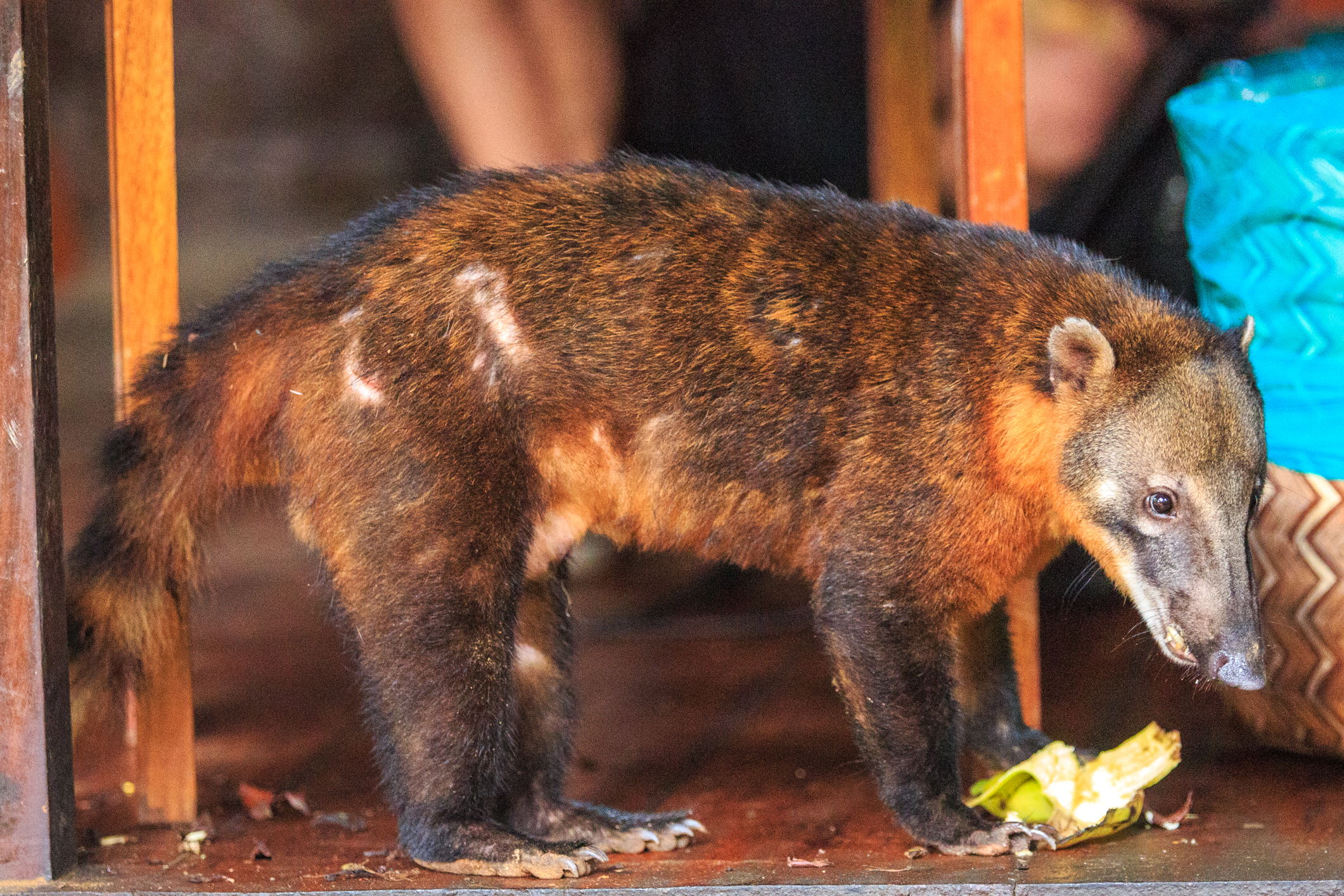